# Sobrado (Paraíba)
Sobrado is een gemeente in de Braziliaanse deelstaat Paraíba. De gemeente telt 7.604 inwoners (schatting 2009).